# Budapest XVI. kerületének műemléki listája
Ez a lista Budapest XVI. kerületének műemlékeit tartalmazza.
| Kép | Törzsszám | Cím                                       | Név                                        | Helyrajzi szám |
| --- | --------- | ----------------------------------------- | ------------------------------------------ | -------------- |
|     | 15774     | Batthyány Ilona utca 23., Jövendő utca 1. | Szent Mária Magdolna templom               | 116639         |
|     | 15775     | Rózsalevél utca 46.                       | Cinkotai Evangélikus Egyházközség temploma | 117076         |
|     | 15776     | Egyenes utca 21-23., Cziráky utca         | Gizella-kastély                            | 100040         |